# Villach Hauptbahnhof

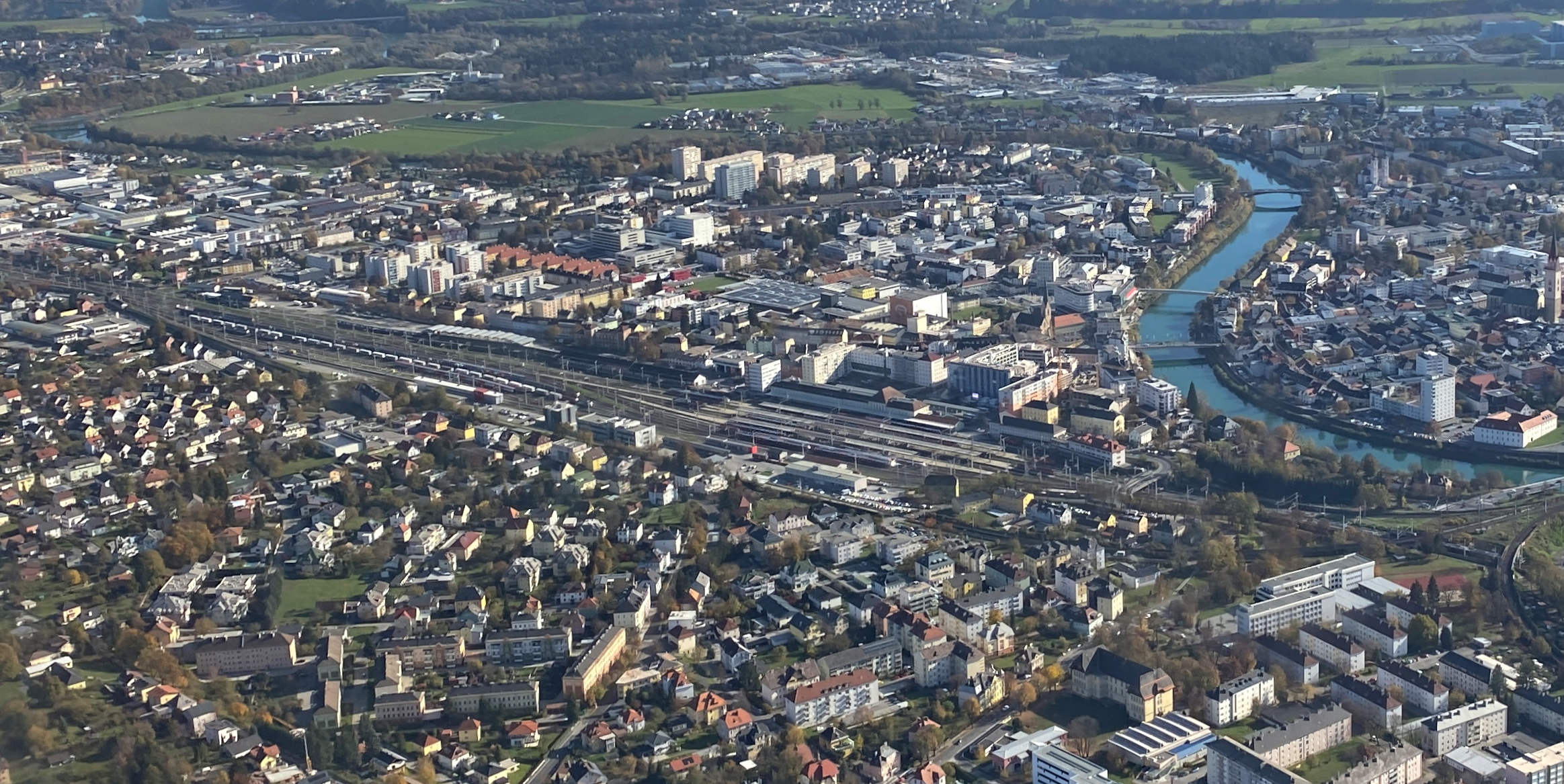
Luftbild des Hauptbahnhofs

Der Hauptbahnhof Villach ist ein Durchgangsbahnhof in der Stadt Villach im österreichischen Bundesland Kärnten. Er ist Verknüpfungspunkt der in diesem Bereich eingleisigen Rudolfsbahn mit der zweigleisigen Drautalbahn und hat vorrangig die Funktion eines Personenbahnhofes. Er ist ein wichtiger Knotenpunkt im österreichischen Bahnnetz.

## Geschichte & Entwicklung
Am 30. Mai 1864 wurde der heutige Hauptbahnhof unter dem Namen Bahnhof Villach eröffnet. Der Betriebsbeginn des Bahnhofes leitete die eisenbahntechnische Erschließung Kärntens ein. Der Schienenausbau erreichte bereits am 1. Juni 1863 Kärnten. Die Strecke führte zunächst von Maribor (Marburg) durch das untere Drautal über Bleiburg und Klagenfurt nach Villach, damit war sie der erste Anschluss Kärntens an das Eisenbahnnetz Österreich-Ungarns. Vor 1864 waren Postkutschen die einzigen öffentlichen Verkehrsmittel für die Bewohner der Region. Waren wurden mit Pferdefuhrwerken transportiert.
Ab 1868 wurde der Bahnhof unter dem Namen Villach Südbahnhof geführt; im selben Jahr erreichte die Rudolfsbahn Kärnten. Durch den Ausbau der Bahnstrecke über Spittal und Lienz nach Franzensfeste am 20. November 1871 erfolgte der Anschluss an die Hauptstrecken der Südbahngesellschaft (Wien – Triest und Kufstein – Ala). Am 7. Juli 1909 wurde der Name wieder zu Bahnhof Villach geändert. Zwei Monate nach dem Anschluss Österreichs, am 15. Mai 1938, wurde der Name in Villach Hauptbahnhof geändert.
Im Rahmen der Stadterneuerung Drau/Bahnhof wurde der Vorplatz in den Jahren 2008–2010 von der Stadt Villach umgebaut. Im Jahr 2008 wurde eine neue Tiefgarage errichtet, weiterhin wurde die Neugestaltung des Busbahnhofes und der umliegenden Geschäftsflächen abgeschlossen.
Im Zuge des Konjunkturpakets der österreichischen Bundesregierung Faymann I wurden 2011 die Draubrücken erneuert, die die Bahnhofsteile Haupt- und Westbahnhof miteinander verbinden. Dies führte während der Sperrung eines Gleises zur Führung sämtlicher aus Richtung Tarvis bzw. Jesenice in Richtung Spittal an der Drau fahrender Güterzüge über den Hauptbahnhof bzw. bei Platzmangel den Bahnhofsteil Ost.
Die ÖBB renoviert und modernisiert ab 2023 ihre Bahnhöfe an der Tauernbahn, darunter auch Villach Hauptbahnhof.

### Die Streckenerweiterungen im zeitlichen Überblick
| Eröffnungsdatum   | Strecke                                                                          |
| ----------------- | -------------------------------------------------------------------------------- |
| 1. Juni 1863      | Maribor – Bleiburg – Klagenfurt                                                  |
| 30. Mai 1864      | Klagenfurt – Villach                                                             |
| 19. Oktober 1868  | St. Michael – St. Veit/Glan – Feldkirchen – Villach                              |
| 20. November 1871 | Villach – Spittal – Lienz – Innichen                                             |
| 25. November 1873 | Villach – Arnoldstein – Tarvis                                                   |
| 25. November 1873 | Villach Staatsbahnhof                                                            |
| 7. Juli 1909      | Verbindungsschleife Bahnhof Villach – Villach Staatsbahnhof (östliche Draurücke) |
| 1. Oktober 1906   | Villach/Warmbad – Rosenbach – Jesenice                                           |
| 5. Oktober 1989   | Großverschiebebahnhof Villach Süd mit Zulaufstrecken                             |
| 7. Juli 1909      | Bad Gastein – Mallnitz – Spittal                                                 |

## Bahnhofsteile
Betrieblich gesehen gehören zum Hauptbahnhof Villach mehrere Bahnhofsteile (Fahrplanbezugspunkte), diese sind:
| Name der Betriebsstelle                | Kürzel | Bemerkung                      | Lage in km (Drautalbahn) | Lage in km (Rudolfsbahn) |
| -------------------------------------- | ------ | ------------------------------ | ------------------------ | ------------------------ |
| Villach Hauptbahnhof                   | Vb     | Personenbahnhof                | 164,264 (Strecke 413 01) | 377,620 (Strecke 413 14) |
| Villach Hauptbahnhof-Autoverladestelle | Vba    | Autoverladung                  |                          | 376,200 (Strecke 408 11) |
| Villach Hauptbahnhof-Ostbf             | Vbo    | Güterbahnhof                   | 163,450 (Strecke 413 01) | 376,800 (Strecke 408 01) |
| Villach Hauptbahnhof-Draubrücke        | Vbd    | Abzweigstelle                  | 000,923 (Strecke 415 01) | 000,177 (Strecke 413 01) |
| Villach Westbahnhof                    | Vf     | Haltestelle, Traktionsstandort | 379,139 (Strecke 413 14) | 001,071 (Strecke 413 01) |

Weiterhin werden zusätzlich folgende außerhalb des Großbahnhofs gelegene Bahnhöfe vom Elektronischen Stellwerk des Hauptbahnhof Villach ferngesteuert:
| Name der Betriebsstelle | Kürzel | Gleise        | Lage in km               |
| ----------------------- | ------ | ------------- | ------------------------ |
| Villach St. Ruprecht    | Ru     | 514, 516, 518 | 373,620 (Strecke 408 01) |
| Abzw Gummern 2          | Gu Z2  | 33, 35-36     | 166,433 (Strecke 222 01) |

## Lage und vorhandene Infrastruktur

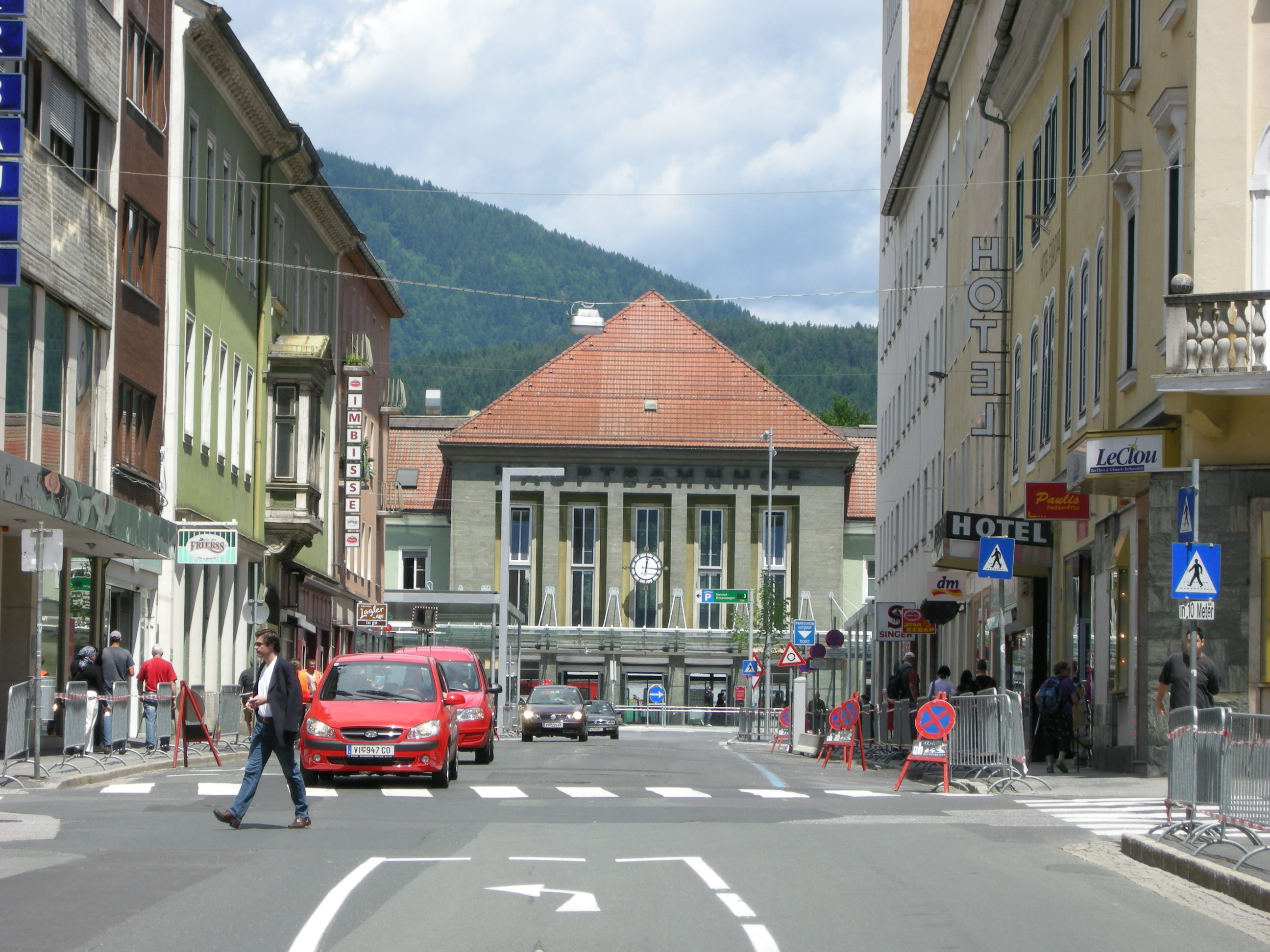
Die Bahnhofsstraße mit dem Bahnhofsgebäude

Der Hauptbahnhof verfügt über zwölf Gleise mit Bahnsteigen. Vier davon sind Stumpfgleise, die grundsätzlich nur zum Abstellen von Wagen verwendet werden. Für ein weiteres, mit einem Bahnsteig ausgestattetes Gleis, der Güterzugschleife, wurde im Zuge geplanter Bauarbeiten an den Fahrleitungsanlagen des Westkopfes im Herbst 2009 als Bahnsteig 8 die Betriebsgenehmigung erteilt, es wird im Personenverkehr fallweise (während Bauarbeiten) für durchgebundene Züge von der Gailtalbahn nach Klagenfurt benutzt, weiterhin umfahren viele Güterzüge den Bahnhof über dieses betrieblich als Gleis 20 bezeichnete Gleis, um den Hauptbahnhof zu entlasten.
Die Weichen und Signale des Bahnhofes werden durch ein elektronisches Stellwerk ferngesteuert. Anfang der 1990er Jahre wurde der Bahnhof und die Gleis- sowie Sicherungsanlagen komplett erneuert. Anlässlich dieser Umbaumaßnahmen wurde weiters die Bahnhofshalle saniert, die Unterführung vergrößert und Aufzüge sowie Rolltreppen eingebaut.
In den Jahren 2007 bis 2008 wurde der Bahnhof mit einer neuen neben Gleis 383 befindlichen Waschanlage für Reisezugwagen versehen.
Unmittelbar an den Bahnsteig 1 anschließend, befindet sich eine kleine Autoverladestelle, wo Autos nach Wien und Feldkirch verladen werden. Im Norden des Bahnhofes befindet sich die Güterzugschleife, über die der Bahnhof umfahren werden kann. Östlich befindet sich der Bahnhofsteil Ost mit einer Verladestelle für Bahn-Express-Güter, die Nachtsprung-Schnellgüterzüge haben ebenfalls dort ihren Endpunkt. Überdies werden zeitweise stark verspätete internationale Güterzüge vorübergehend in diesem Bereich abgestellt, nachdem sie von Nachbarbahnen nicht übernommen werden. Noch etwas weiter östlich befindet sich die zweite, im Vergleich zu ersten größeren, Autoverladestelle des Bahnhofes, welche durch die Autozüge aus Deutschland, Griechenland und der Türkei bedient wird.
Im Hauptbahnhof Villach halten alle personenbefördernden Züge. Im Rahmen des Kärnten-Takts wurde das Angebot an Nahverkehrszügen beim Fahrplanwechsel im Dezember 2008 erheblich erhöht und die Verkehre weitgehend vertaktet.
Am Bahnhofvorplatz befindet sich der Busbahnhof wo in sämtliche Regional- und Stadtbusse umgestiegen werden kann, weiters gibt es einen Taxistandplatz. Bis Dezember 2022 hielten hier ebenfalls die durch die Österreichischen Bundesbahnen betriebenen Intercitybusse nach Italien.
Der Traktionsstandort, mit einer Wartungshalle für Reisezugwagen sowie einem Lokschuppen befindet sich im Bahnhofsteil Westbahnhof, welcher auf der anderen Seite der Drau liegt und etwa einen Kilometer vom Hauptbahnhof entfernt ist.

## Personenverkehr

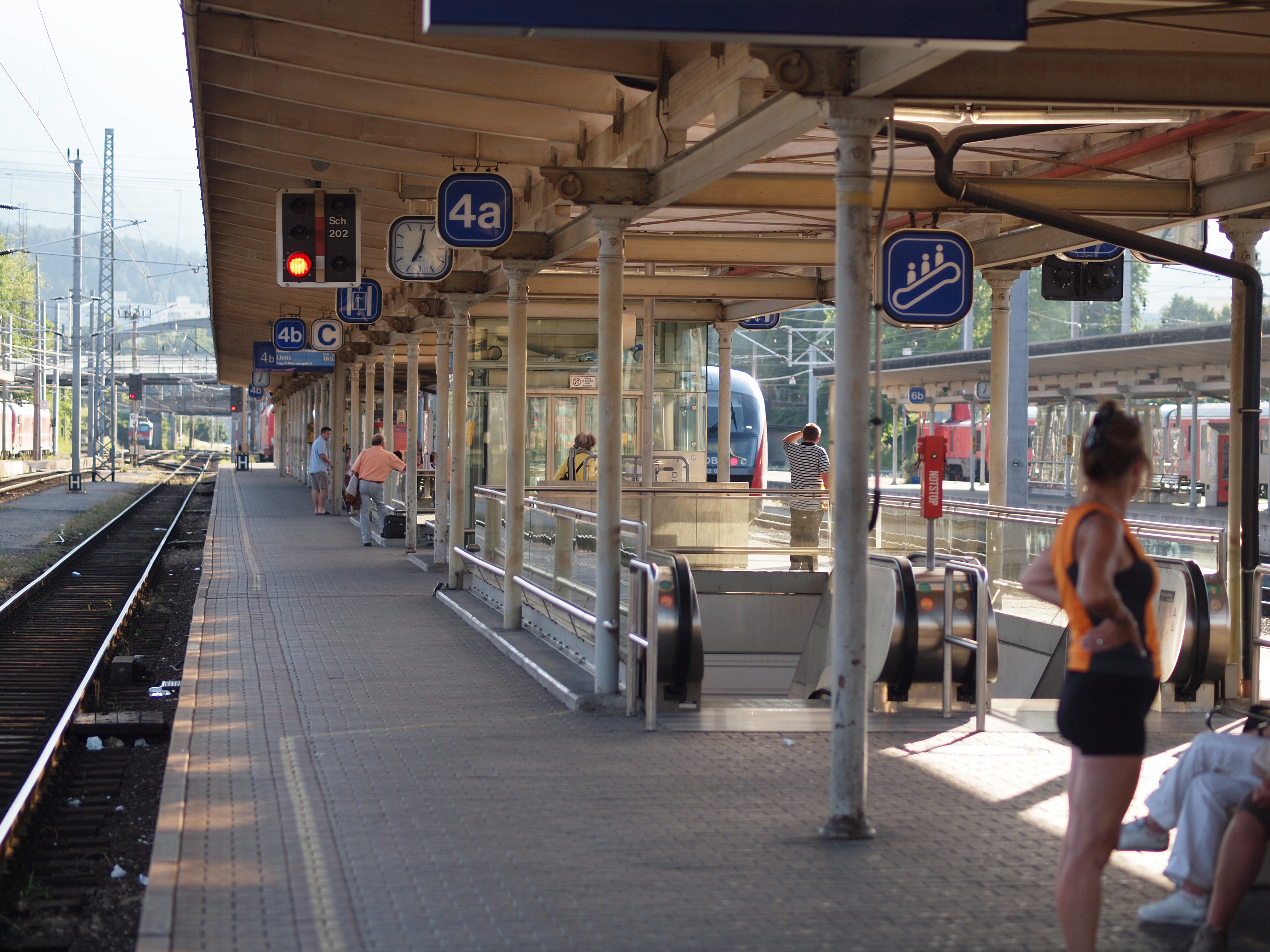
Blick auf einen der Bahnsteige

Panorama von Bahnsteig 6 Richtung Süden (Bst. 1–5, Bahnhofsgebäude)

| Zuggattung                                   | Zuggattung | Strecke | Taktfrequenz                        |
| -------------------------------------------- | ---------- | --- | ----------------------------------- |
| Railjet                                      |            | Klagenfurt Hauptbahnhof – Leoben Hauptbahnhof – Bruck an der Mur – Wiener Neustadt Hauptbahnhof – Wien Hauptbahnhof Tarvisio Boscoverde – Udine – Venezia Santa Lucia | 2-Stunden-Takt 2 Züge               |
| EuroCity InterCity Railjet Intercity-Express |            | Spittal-Millstättersee – Schwarzach-St. Veit – Bischofshofen – Salzburg Hauptbahnhof einzelne Züge weiter nach Wien Hauptbahnhof bzw. Flughafen Wien/München/Frankfurt am Main/Dortmund/Münster | 2-Stunden-Takt                      |
| EuroCity                                     |            | Klagenfurt | 2-Stunden-Takt                      |
| EuroCity Schnellzug                          |            | Ljubljana/Zagreb/Vinkovci | mehrmals täglich                    |
| EuroNight (EN) Nightjet (NJ)                 |            | Wien/Stuttgart – Ulm – Augsburg – München Ost – Salzburg – Ljubljana – Zagreb/Rijeka Wien/Stuttgart – Ulm – Augsburg – München Ost – Salzburg – Venedig Wien – Klagenfurt/München – Salzburg – Verona – Mailand/Florenz – Rom Wien (Autoreisezuganlage) – Florenz – Livorno Zürich – Innsbruck/Schwarzach-St.Veit – Ljubljana – Zagreb | je ein Zugpaar                      |
| Optima Express                               |            | Edirne (Türkei) | saisonal bis zu dreimal wöchentlich |
| Regionalzug                                  |            | Spittal-Millstättersee (– Mallnitz-Obervellach) | einzelne Züge                       |
| Regional Express                             |            | Klagenfurt (– St. Veit an der Glan – Friesach) | einzelne Züge                       |
| Regionalzug                                  |            | Arnoldstein | einzelne Züge                       |
| FUC Regionalzug                              |            | Tarvis – Udine – Trieste Centrale | zwei Züge                           |
| S-Bahn-Linie S1                              |            | Spittal-Millstättersee – Lienz (– Sillian) | 1-Stunden-Takt                      |
| S-Bahn-Linie S1                              |            | St. Veit an der Glan Friesach | 30-Minuten-Takt 1-Stunden-Takt      |
| S-Bahn-Linie S2                              |            | Feldkirchen St. Veit an der Glan | 1-Stunden-Takt 2-Stunden-Takt       |
| S-Bahn-Linie S4                              |            | Hermagor | 1-Stunden-Takt                      |
| S-Bahn-Linie S5                              |            | Rosenbach | 1-Stunden-Takt                      |